# Asymptotisches Schweigen
Asymptotisches Schweigen ist ein von den sowjetischen Physikern Belinskij, Tschalatnikow und Jewgeni Michailowitsch Lifschitz 1982 geprägter Begriff. Er beschreibt das im Rahmen der allgemeinen Relativitätstheorie vorhergesagte Phänomen, dass in der Nähe von Singularitäten, wie sie etwa als schwarzes Loch auftreten, keine Informationsübertragung mehr stattfinden kann (lokale Akausalität). Anschaulich ist das als Folge einer extremen Stauchung der gedachten Lichtkegel bis auf die Planck-Skala zu verstehen, es besteht darüber hinaus praktisch keine Bindung zur umliegenden Raumzeit mehr.
Eine exakte analytische Lösung der Differentialgleichungen, die dem asymptotischen Schweigen zugrunde liegen, ist bisher (Ende 2007) nicht bekannt. Numerische Betrachtungen des Problems in zwei Dimensionen scheinen aber nach Auffassung einiger Forscher Hinweise auf die Natur der vorhergesagten Erscheinung zu geben.
Für experimentelle Untersuchungen ist das postulierte Phänomen nicht zugänglich.